# Emmanuel Rivière
Emmanuel José Rivière (Le Lamentin, 3 de março de 1990) é um futebolista francês que atua como centroavante. Atualmente joga no Crotone.

## Carreira
Oriundo de Martinica, iniciou sua carreira desde as categorias de base no Saint-Étienne, foi revelado em 2009 e permaneceu lá até 2011. Após duas temporadas no Toulouse, foi contratado pelo Monaco em janeiro de 2013. Viveu sua melhor fase no clube do Principado de Mônaco, chegando a ofuscar o colombiano Falcao García. Em julho de 2014 transferiu-se para o Newcastle, da Inglaterra.

## Títulos
Monaco
- Ligue 2: 2012–13

Metz
- Ligue 2: 2018–19